# Liste der Kulturdenkmäler in Bickendorf
In der Liste der Kulturdenkmäler in Bickendorf sind alle Kulturdenkmäler der rheinland-pfälzischen Ortsgemeinde Bickendorf aufgeführt. Grundlage ist die Denkmalliste des Landes Rheinland-Pfalz (Stand: 27. Juni 2022).

## Denkmalzonen
| Bezeichnung          | Lage                                                             | Baujahr                | Beschreibung | Bild            |
| -------------------- | ---------------------------------------------------------------- | ---------------------- | --- | --------------- |
| Denkmalzone Kirchweg | Kirchweg 1, 2, 4 Lage                                            | ab 1771                | Baugruppe aus Streckhof, wohl von 1771, Scheunentrakt bezeichnet 1808 (Nr. 1) und zwei Wohnhäusern in Zeile, Nr. 2 bezeichnet 1847 und Nr. 4, wohl gegen 1880, sowie einem Wirtschaftsgebäude, um 1900; hinter den Gebäuden Friedhofsmauer mit Grabsteinen des 18. und 19. Jahrhunderts | BW              |
| Denkmalzone Ortskern | Burgstraße, Gartenstraße, Kirchweg, Zum Hügel, Zur Maisbach Lage | frühes 19. Jahrhundert | rechts der Nims mit verdichteter Bebauung, wie sie seit dem frühen 19. Jahrhundert besteht, mit Hofanlagen, die zum Teil bis ins 18. Jahrhundert zurückreichen, Kapelle (1949), Gasthaus, sogenannter Burg                                                                              | Fotos hochladen |

## Einzeldenkmäler
| Bezeichnung                        | Lage                                    | Baujahr                            | Beschreibung | Bild                           |
| ---------------------------------- | --------------------------------------- | ---------------------------------- | --- | ------------------------------ |
| Burg                               | Burgstraße 4 Lage                       | Mitte des 18. Jahrhunderts         | sogenannte Burg; stattlicher Mansardwalmdachbau, nach der Mitte des 18. Jahrhunderts | Fotos hochladen                |
| Wohnhaus                           | Burgstraße 5, 7 Lage                    | 17. Jahrhundert                    | Putzbau, im Kern wohl aus dem 17. Jahrhundert, Nr. 5 bezeichnet 1737 (Umbau), Nr. 7 bezeichnet 1830 (wohl Hausteilung); zusammen mit Nr. 4 ortsbildprägend                                                   | Fotos hochladen                |
| Hofanlage                          | Burgstraße 8 Lage                       | 1811                               | Winkelhof; dreiachsiges Wohnhaus, bezeichnet 1811, Wirtschaftstrakt, gegen Ende des 19. Jahrhunderts | Fotos hochladen                |
| Hofanlage                          | Burgstraße 10 Lage                      | 1912                               | Dreiseithof; anspruchsvolles Wohnhaus, historisierende und Jugendstil-Motive, 1912, Architekt Baumeister Schranz, Scheune bezeichnet 1845, Schuppen bezeichnet 1718 (wohl Spolie)                            | BW                             |
| Wegekreuz                          | Burgstraße, gegenüber Nr. 10 Lage       | 1769                               | Kreuz, bezeichnet 1769, auf altartigem Unterbau | Fotos hochladen                |
| Quereinhaus                        | Burgstraße 12 Lage                      | um 1830/40                         | Quereinhaus, um 1830/40, Wohnteil mit Kniestock | Fotos hochladen                |
| Hofanlage                          | Burgstraße 15 Lage                      | 1904                               | späthistoristischer Streckhof, 1904 | BW                             |
| Katholische Pfarrkirche St. Martin | Denkmalstraße 12 Lage                   | um 1897                            | neugotischer Rotsandsteinbau, um 1897, Architekt Wilhelm Hector, Saarbrücken, im Turm Spolien des Vorgängers; mit Ausstattung                                                                                | weitere Bilder Fotos hochladen |
| Hofanlage                          | Hauptstraße 13/13a Lage                 | 1806                               | ortsbildprägende Hofanlage; Einhaus, bezeichnet 1806, wenig jüngerer Wirtschaftsbau mit Treppengiebel, zweites Wohnhaus, bezeichnet 1906, ehemaliger Stalltrakt und Schuppen vom Anfang des 20. Jahrhunderts | Fotos hochladen                |
| Hofanlage                          | Kirchweg 1 Lage                         | spätes 18. Jahrhundert             | Streckhof, spätes 18. Jahrhundert (1771?), Scheunentor bezeichnet 1808 | Fotos hochladen                |
| Nimsbrücke                         | Kyllburger Straße Lage                  | 1920                               | einbogige Rotsandsteinquaderbrücke, 1920, Architekten Gebrüder Friedrich, Bitburg | BW                             |
| Hofanlage                          | Ließemer Straße 2, 4, 6 Lage            | 1908                               | Winkelhof, bezeichnet 1908 | BW                             |
| Wegekreuz                          | Nattenheimer Straße Lage                | 1820                               | Schaftkreuz, 1820 | Fotos hochladen                |
| Hofanlage                          | Nattenheimer Straße 6 Lage              | zweite Hälfte des 19. Jahrhunderts | Streckhof, zweite Hälfte des 19. Jahrhunderts | BW                             |
| Wegekreuz                          | Zur Maisbach, Ecke Burgstraße Lage      | 1623                               | oberer Teil eines Schaftkreuzes, bezeichnet 1623 | Fotos hochladen                |
| Wegekreuz                          | nordwestlich des Ortes an der K 69 Lage | 1623                               | Nischenkreuz, 1623 | BW                             |
| Postkreuz                          | südlich des Ortes an der K 77 Lage      | 1626                               | Nischenkreuz, bezeichnet 1626 | Fotos hochladen                |
| Wegekreuz                          | südwestlich des Ortes an der L 7 Lage   | 1728                               | Schaftkreuz mit qualitätvollem Korpus, 1728 | Fotos hochladen                |